# Lachapelle-en-Blaisy
 Lachapelle-en-Blaisy  es una población y comuna francesa, en la región de Champaña-Ardenas, departamento de Alto Marne, en el distrito de Chaumont y cantón de Juzennecourt.

## Demografía
| 136 | 102 | 66 | 75 | 78 | 87 |
| Para los censos de 1962 a 1999 la población legal corresponde a la población sin duplicidades (Fuente: INSEE [Consultar]) |     |    |    |    |    |